# Kris Bryant
Kristopher Lee Bryant (nacido el 4 de enero de 1992) es un tercera base y jardinero estadounidense de béisbol profesional que juega para los Colorado Rockies de las Grandes Ligas. Anteriormente jugó para los Chicago Cubs, equipo con el que fue seleccionado en la segunda posición del draft de 2013 y para los San Francisco Giants.
Debutó en las mayores en 2015 ganando el premio de Novato del Año de la Liga Nacional. En 2016, ganó el premio de Jugador Más Valioso y la Serie Mundial de 2016.

## Carrera profesional

### Chicago Cubs
Bryant fue seleccionado por los Cachorros de Chicago en la segunda posición del draft de 2013, detrás de Mark Appel quien fue seleccionado por los Astros de Houston. Dos días antes del plazo para transacciones, firmó una bonificación de $6.7 millones con los Cachorros.
En 2014, inició la temporada con los Tennessee Smokies de Clase AA. En junio, ganó el Derby de Jonrones de la Liga Sureña y participó en el Juego de Futuras Estrellas. El 18 de junio de 2014, fue ascendido a los Iowa Cubs de Clase AAA después de batear para promedio de bateo de .355 con 22 jonrones y 58 carreras impulsadas en 68 juegos con Tennessee. Al final de la temporada regular, Bryant fue nombrado Jugador del Año de las ligas menores y también ganó el Premio Joe Bauman Home Run.

#### 2015
El 17 de abril de 2015, los Cachorros llamaron a Bryant a las mayores. Hizo su debut ese día en Wrigley Field, yendo 0-4 con tres ponches. Al día siguiente en Wrigley, registró su primer hit, un sencillo impulsor de una carrera. El 9 de mayo conectó su primer jonrón de Grandes Ligas, frente a Kyle Lohse de los Cerveceros de Milwaukee. Su segundo jonrón llegó dos días después en Wrigley Field contra Jacob deGrom de los Mets de Nueva York. Bryant terminó el mes de mayo con un promedio de bateo de .265, siete jonrones, 22 carreras impulsadas y 16 bases por bolas, y fue galardonado como el Novato del Mes de la Liga Nacional.
El primer grand slam de la carrera de Bryant llegó el 17 de junio en la novena entrada frente a David Murphy en una victoria 17-0 contra los Indios de Cleveland. En un juego del 4 de julio contra los Marlins de Miami, conectó un jonrón de dos carreras y su segundo grand slam de la temporada ante Jarred Cosart. Esto lo convirtió en el segundo novato de los Cachorros en registrar dos grand slams desde Billy Williams en 1961. Bryant fue seleccionado como reemplazo del lesionado Giancarlo Stanton en la lista de la Liga Nacional del Juego de Estrellas. También participó en el Derby de Jonrones. El 27 de julio, bateó su primer jonrón ganador (walk-off) ante John Axford en una victoria 9-8 sobre los Rockies de Colorado. El 11 de septiembre, superó el récord de 86 impulsadas para un novato de los Cachorros, que ostentaban Williams (1961) y Geovany Soto (2008); mientras que el 22 de septiembre superó el récord de jonrones de Williams al conectar su jonrón 26 de la temporada. Finalizó el año con promedio de bateo de .275 con 26 jonrones, 31 dobles y 99 impulsadas.
Al final de la temporada, fue premiado como el Novato del Año de la Liga Nacional de forma unánime, el 11.º jugador de la liga en obtener la totalidad de los votos para dicho reconocimiento.

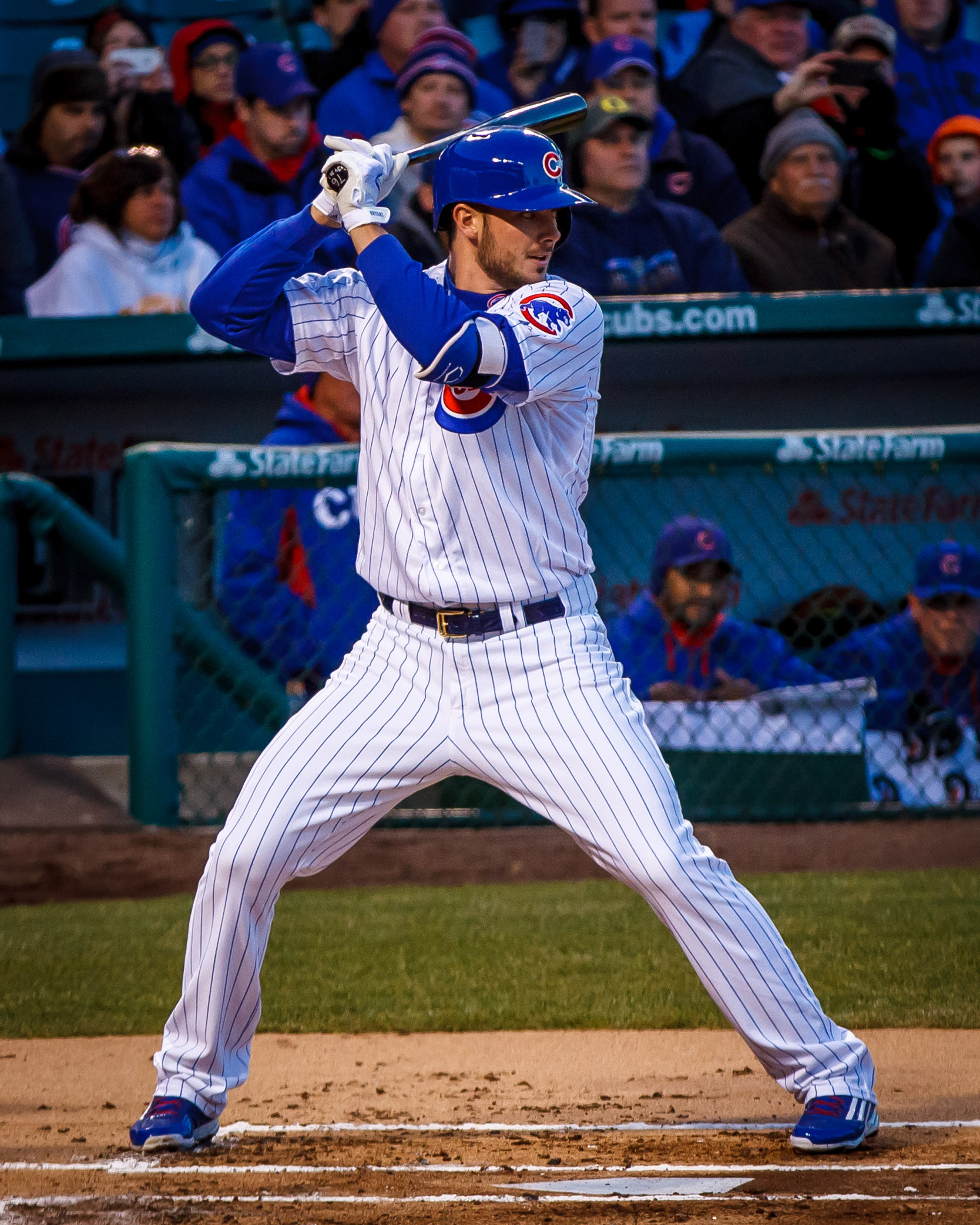
Bryant bateando con los Cachorros de Chicago.

#### 2016
El 27 de junio de 2016, Bryant se convirtió en el primer jugador de Grandes Ligas en la historia moderna en conectar tres jonrones y dos dobles en el mismo juego, en la victoria por 11-8 ante los Rojos de Cincinnati. Luego de liderar la Liga Nacional con 25 jonrones durante la primera mitad de la temporada, fue seleccionado como el tercera base titular para el Juego de Estrellas, donde conectó un jonrón en la primera entrada ante Chris Sale de los Medias Blancas de Chicago.
El 18 de agosto, se convirtió en el segundo jugador en la historia de las mayores en registrar cinco hits y cinco impulsadas en dos juegos de una misma temporada, uniéndose a Phil Cavarretta de los Cachorros de 1945. Durante el mes de agosto, registró un promedio de bateo de .383, 10 jonrones, 22 impulsadas y 29 anotadas, por lo que ganó el premio de Jugador del Mes de la Liga Nacional. Culminó la temporada como líder de la liga con 121 carreras anotadas, tercero con 39 jonrones y 334 bases totales, y cuarto con .554 de porcentaje de slugging, además de un promedio de bateo de .292 y 102 impulsadas.
Al finalizar la temporada, fue premiado como el Jugador Más Valioso de la Liga Nacional, convirtiéndose en el sexto jugador en ganar los premios de Novato del Año y Jugador Más Valioso en sus dos primeras temporadas, uniéndose a Fred Lynn (1975), Cal Ripken Jr. (1982–83), Ichiro Suzuki (2001), Ryan Howard (2005–06) y Dustin Pedroia (2007–08). También ganó el Premio Hank Aaron como el mejor bateador de la liga.

#### 2017
En 2017, Bryant registró un promedio de bateo de .295 con 29 jonrones, 72 impulsadas, 128 ponches y un OPS de .946. Quedó en segundo lugar en las votaciones al tercera base titular para el Juego de Estrellas, detrás de Nolan Arenado. Igualmente, fue superado por Justin Turner en el Voto Final para el Juego de Estrellas, por lo que no participó en dicho encuentro.

#### 2018
En su primer año de arbitraje salarial, Bryant y los Cachorros acordaron un salario de $10.85 millones para la temporada 2018, batiendo el récord de un jugador en su primer año de arbitraje salarial, anteriormente en manos de Ryan Howard cuando firmó un contrato de $10 millones en 2008 con los Filis de Filadelfia. En febrero, Sports Illustrated clasificó a Bryant como el tercer mejor jugador del béisbol en general, detrás de Mike Trout y José Altuve. En un juego del 9 de mayo contra los Marlins de Miami, Bryant bateó su 100º jonrón, convirtiéndose en el 22º jugador de los Cachorros en llegar a la marca y el más rápido en hacerlo. Logró su 100º jonrón en su juego 487, apenas superando la marca anterior de 500 juegos establecida por Ernie Banks. El 26 de junio, Bryant fue colocado en la lista de lesionados por primera vez en su carrera de Grandes Ligas, debido a una inflamación del hombro izquierdo. El 26 de julio, Bryant volvió a la lista de discapacitados debido a una inflamación en el mismo hombro. Finalizó la temporada con promedio de .272, 13 jonrones y 52 impulsadas en 102 juegos.

#### 2019
Bryant tuvo un comienzo lento en 2019. Después de conectar un jonrón en el primer juego de la temporada regular contra los Rangers de Texas, su promedio de bateo hasta el 25 de abril fue de .232, con un porcentaje de embase más slugging de .730. El desempeño de Bryant mejoró sustancialmente a mediados de mayo. Conectó siete jonrones en el transcurso de quince juegos, incluido un jonrón ganador de tres carreras contra los Marlins de Miami el 7 de mayo. El 18 de mayo, conectó tres jonrones en tres entradas consecutivas en un juego contra los Nacionales de Washington.
Bryant terminó la temporada 2019 bateando .282/.382/.521 con 31 jonrones, 77 carreras impulsadas y 108 carreras anotadas. En defensa, tuvo el porcentaje de fildeo más bajo de todos los tercera base de las Grandes Ligas (.947).

#### 2020
En la temporada 2020 acortada por la pandemia de COVID-19, Bryant bateó .206/.293/.351 con 4 jonrones y 11 carreras impulsadas en 131 turnos al bate. En defensa, se colocó más cerca del plato de home que cualquier otro antesalista de las Grandes Ligas.

#### 2021
Bryant comenzó la temporada 2021 jugando en la primera base y en los jardines junto con la tercera debido al ascenso de Patrick Wisdom en la tercera base. Fue seleccionado como All-Star cuando bateó .267 con 18 jonrones y 51 carreras impulsadas en 93 juegos con los Cachorros.

### San Francisco Giants
El 30 de julio de 2021, los Cachorros cambiaron a Bryant a los Gigantes de San Francisco a cambio de los prospectos Alexander Canario y Caleb Kilian. Jugando para los Gigantes, Bryant bateó .262/.344/.444 con siete jonrones, 28 carreras anotadas, 22 carreras impulsadas en 187 turnos al bate, y robó seis bases en seis intentos.

### Colorado Rockies
El 18 de marzo de 2022, Bryant firmó un contrato de siete años por valor de $182 millones con los Rockies de Colorado. Se anunció que sería el jardinero izquierdo titular del club. Sin embargo, se perdió casi cuatro meses de la temporada 2022, incluyendo los últimos dos debido a una fascitis plantar y un hematoma en el hueso del pie derecho, por lo que finalizó con promedio de .306 y cinco jonrones, 14 impulsadas y 28 anotadas en 160 turnos al bate.